# Tanyochraethes cinereolus
Tanyochraethes cinereolus är en skalbaggsart som först beskrevs av Bates 1892.  Tanyochraethes cinereolus ingår i släktet Tanyochraethes och familjen långhorningar. Inga underarter finns listade i Catalogue of Life.